# Misericordia (película de 1953)
Misericordia es una película dramática mexicana de 1953 dirigida por Zacarías Gómez Urquiza y protagonizada por Sara García, Carmen Montejo y Anita Blanch.

## Argumento
Una familia logró sobrevivir en la ciudad, pero solo gracias a la entereza de Benigna que haciendo una infinidad de vituperios logra salvarla, la cual después es maltratada y olvidada por los cuales ella ayudó desinteresadamente.

## Reparto
- Sara García como Benigna.
- Carmen Montejo como Juliana.
- Anita Blanch como Doña Francisca Zapata y Pruneda.
- Ángel Garasa como Don Carchito.
- Manuel Dondé como Yuco.
- José Baviera como Don Romualdo, sacerdote.
- Alberto Mariscal como Antonio.
- Francisco Reiguera como Don Carlos Moreno Trujillo.
- Beatriz Saavedra como Obdulia.
- Ana Bertha Lepe como Celedonia.
- Lupe Carriles como Limosnera chismosa.
- Manuel Casanueva como Notario.
- Enedina Díaz de León como Doña Florita, limosnera.
- Pedro Elviro como Limosnero.
- Gilberto González como Limosnero.
- Jesús Gómez como Policía.
- Leonor Gómez como Limosnera.
- Isabel Herrera como Mujer que sale de iglesia.
- Ramón Sánchez como Herrero.
- Paz Villegas como Doña Bernarda.